# Сивоглава белобуза астрилда
Сивоглава белобуза астрилда (Nesocharis capistrata) е вид птица от семейство Estrildidae.

## Разпространение
Видът е разпространен в Бенин, Буркина Фасо, Гана, Гвинея, Гвинея-Бисау, Камерун, Демократична република Конго, Кот д'Ивоар, Мали, Нигерия, Сиера Леоне, Судан, Того, Уганда, Централноафриканската република и Южен Судан.